# Poecilophysis
Genre
Poecilophysis est un genre d'acariens de la famille des Rhagidiidae.

## Liste des espèces
Selon la Classification de Hallan :
- Poecilophysis (Poecilophysis) Cambridge, 1876
  - Poecilophysis kerguelenensis Cambridge, 1876 — île Macquarie, Antarctique
  - Poecilophysis macquariensis (Womersley & Strandtmann, 1963) — île Macquarie
  - Poecilophysis strandtmanni Zacharda, 1980 — Antarctique
- Poecilophysis (Procerocheles) Zacharda, 1980
  - Poecilophysis faeroensis (Trägårdh, 1931) — Europe
  - Poecilophysis oregonensis Zacharda, 1983 — Oregon
  - Poecilophysis pseudoreflexa Zacharda, 1980 — Holarctique
  - Poecilophysis spelaea (Wankel, 1861) — Eurasie
  - Poecilophysis recussa (Thor, 1909)
- Poecilophysis (Dentocheles) Zacharda, 1980
  - Poecilophysis pratensis (C.L.Koch, 1835) — Holarctique
  - Poecilophysis weyerensis (Packard, 1888) — Holarctique
  - Poecilophysis wankeli (Zacharda, 1978) — Europe
  - Poecilophysis affinis Zacharda, 1983 — Oregon
  - Poecilophysis extraneostella Zacharda, 1985 — Virginie
  - Poecilophysis melanoseta Zacharda & Elliott, 1985 — Californie
- Poecilophysis (Soprocheles) Zacharda, 1980
  - Poecilophysis saxonica (Willmann, 1934) — Holarctique
  - Poecilophysis arena Zacharda, 1980 — Tchécoslovaquie, Italie, Hawaï
- Poecilophysis (Wankelia) Zacharda, 1980
  - Poecilophysis wolmsdorfensis (Willman, 1936) — Europe